# Lost Odyssey
Lost Odyssey est un jeu vidéo de rôle (après Blue Dragon) développé par le studio Mistwalker et conçu pour la Xbox 360. Réalisé par Hironobu Sakaguchi (créateur de la série des Final Fantasy, Blue Dragon) et développé en collaboration avec feelplus, ce RPG mêle combats et heroic fantasy dans une ambiance sombre. Le jeu tient sur 4 DVD.
Le joueur y incarne Kaïm Argonar, un jeune guerrier condamné à vivre pour les mille prochaines années. Ainsi, l’histoire (que l’on doit à Hironobu Sakaguchi) se déroule sur une très longue période. Tout au long du jeu, plusieurs séries de récits font leur apparition, sous forme de simples textes. La totalité de ces récits a été rédigée par l’écrivain Kiyoshi Shigematsu et sera publiée sous forme de livre de poche intitulé A Thousand Years of Dreams.

## Histoire
Lost Odyssey relate les aventures de Kaïm Argonar, un mercenaire imperturbable qui possède un mystérieux pouvoir d'immortalité : les 1 000 ans de sa vie ont été parsemés de guerres et de combats ; spectateur éternel des œuvres de la faucheuse, immortel parmi les mortels, Kaïm ne peut s'attacher à personne qui ne le lui soit par la suite arraché par la mort.
Le joueur incarne un personnage éreinté, consumé par le temps et pourchassé par une foule de vieux démons. Un homme aux souvenirs pesants mais insaisissables, frappé d'amnésie, ses souvenirs ne se manifestant que par l'intermédiaire de rêves et de réminiscences.
Selon Sakaguchi, le fin mot de l'histoire se trouve précisément dans ce passé obscur, là où quelque part sont enfouis les motifs de cette immortalité maudite et la clé du mal auquel le monde se trouve nouvellement confronté. La quête rétrospective de Kaïm joue donc un rôle pivot dans le scénario de Lost Odyssey.
L'action prend place au cœur d'une révolution industrielle « mystique », évènement marqué par l'irruption d'une influence magique hostile et inconnue au sein de l'humanité. La scène d'introduction du jeu voit s'entredéchirer deux civilisations parfaitement à rebours, l'une puisant ses forces dans la magie (pour laquelle Kaïm combat) et l'autre dans le fer et l'acier de ses imposantes cuirasses.

## Système de combat et fonctionnalités novatrices
Du fait de l'immortalité des personnages, la perte des points de vie entraine une résurrection, les tours suivants, avec un nombre minime de points de vie. Les mortels nécessitent d'être ressuscités avec l'aide d'un objet. Un combat s'achevant avec un mortel décédé lui accorde la résurrection avec un seul point de vie. Si toute l'équipe périt, le joueur retourne au point de sauvegarde. Les immortels ne peuvent pas mourir mais ils peuvent donc perdre.
Par ailleurs, il y a le système d'Anneaux : vous pourrez équiper vos personnages d'anneaux aux effets divers et parfois multiples. Pour activer leur(s) effet(s), vous devez user de la fonction « Attaquer » lors d'un combat : un cercle apparaitra alors autour de l'ennemi choisi, et, en restant appuyé sur la gâchette droite, vous ferez vous-même apparaitre un cercle plus large autour de l'ennemi qui viendra se positionner petit à petit sur le moins large des deux cercle. Lorsque les deux cercles se sont synchronisés, vous devrez relâcher la gâchette. Selon votre performance (de Mauvais, à Bon, et enfin, à Parfait), l'effet de votre anneaux sera décuplé ou quasi inexistant. Il est possible de s'équiper pendant les combats de n'importe quel anneaux sans perdre de tour de jeu.
Durant les phases d'exploration, la caméra sera non seulement mobile, mais il vous sera également possible d'effectuer des zooms grâce à la gâchette droite pour mieux analyser votre environnement.

## Développement

### Équipe
On retrouve dans l'équipe de Lost Odyssey Hironobu Sakaguchi, fondateur de Mistwalker, producteur et scènariste de Lost Odyssey et père de Final Fantasy, et Nobuo Uematsu.
Ce dernier est le fondateur de la société Smile Please, et le compositeur de la série des Final Fantasy. Au poste de concepteur des personnages, on retrouve Takehiko Inoue, l'auteur de Slam Dunk. Takamasa Ohsawa, concepteur des personnages de Shadow Hearts, s'occupe quant à lui des habits des personnages ainsi que des décors du jeu. L'écrivain Kiyoshi Shigematsu s'est occupé de l'écriture des rêves de Kaïm (et de Satie) dans un recueil baptisé Un millénaire de rêves. On peut lire l'un de ces rêves à tout moment soit dans l'écran-titre ou dans le menu « Rêves » du menu principal, soit lors d'un séjour dans une auberge. Ce recueil a été publié en livre uniquement au Japon.

## Personnages
- Kaïm Argonar

Kaïm, âgé de mille ans, est le personnage principal de Lost Odyssey. En dépit de toute la férocité des batailles auxquelles il se livre, son corps demeure indestructible. Tourmenté par un lourd passé qu'il ne désire pas retrouver, il erre de terre en terre en tant que mercenaire de guerre.
Être immortel.
- Satie (Seth) Balmore

Satie est une femme qui, à l'instar de Kaïm, a vécu 1 000 ans. Ancienne pirate très connue, intrépide, elle est déterminée à ne pas se laisser perturber par ses souvenirs et à affronter le mystère de sa propre immortalité, désirant découvrir qui elle était, ce qu'elle a accompli, ceux qu'elle connaissait et ce qu'il lui est arrivé.
Être immortel.
- Jansen Friedh

Jeune alcoolique coureur de jupons fréquentant bars et prostitués, Jansen est un adepte de la magie noire engagé par Gongora pour surveiller Kaïm et Satie. Mais lui aussi se rendra compte que Gongora s'est servi de lui de manière fourbe.
- Gongora

Responsable de la construction du Grand Sceptre (Gigantesque construction magique), Gongora a été consigné à domicile et la construction du Grand Sceptre suspendue. Fin politicien et grand sorcier, il se révélera être un véritable manipulateur pour qui les humains ne sont que des pions pour parvenir a ses fins. Les autres immortels et Tolten en feront malheureusement l'expérience à des degrés différents. C'est le principal antagoniste.
Être immortel.
- Sarah Sisulart

Sarah est la femme disparue de Kaïm Argonar. Elle pratique notamment la magie blanche. On la retrouve a la moitié du jeu. Elle a un enfant avec Kaïm : Lirum. Cette dernière a deux enfants : Cooke et Mack qui sont donc ses petits-enfants.
Être immortel.
- Ming Numara

Reine millénaire de Numara. Privée de ses souvenirs pour la survie de son peuple (Numariens). Spécialiste de la magie composée.
Être immortel.
- Sed

Sed n'est autre que le fils de Satie. Ayant embrassé la carrière de pirate, tout comme sa mère, il est aussi l'un des criminels les plus recherchés. Satie le retrouve alors qu'il est en mauvaise posture.
- Tolten

Ex-roi d'Uhra. Manipulé par Gongora dans le but de la construction du grand sceptre. Fait passer pour mort, il décidera de se venger et de s'allier au groupe de Kaim.
- Mack

Mack est le fils cadet de Lirum et le petit-fils de Kaïm et Sarah. Sa sœur Cooke veille sur lui en permanence. À la suite de son aventure dans la Forê Rouge, il s'est spécialisé dans la magie mentale
- Cooke

Cooke est la fille ainée de Lirum et petite fille de Kaïm. À la différence de son petit frère Mack, elle est spécialisée en magie blanche.